# Натягайлівка
Натяга́йлівка —  село в Україні, у Ташанській сільській громаді Бориспільського району Київської області. Населення становить 163 особи.

## Історія
1910 - село Ташанської волості Переяславського повіту Полтавської губернії, 113 господарств, 624 особи обох статей з найманими робітниками.
На мапі Шуберта 1869 та РСЧА 1941 року позначене серед боліт за 3-5 км на південний захід від сучасного розташування.
| Україна | Це незавершена стаття з географії України. Ви можете допомогти проєкту, виправивши або дописавши її. |

1. ↑  "Список населенных мест Переяславского уезда Полтавской губернии : составлен по данным подворно-хоз. земской переписи 1910 г."
2. ↑  http://www.etomesto.ru/map-rkka_m-36-a/?y=50.011470&x=31.691694